# Carnaval d'Offida

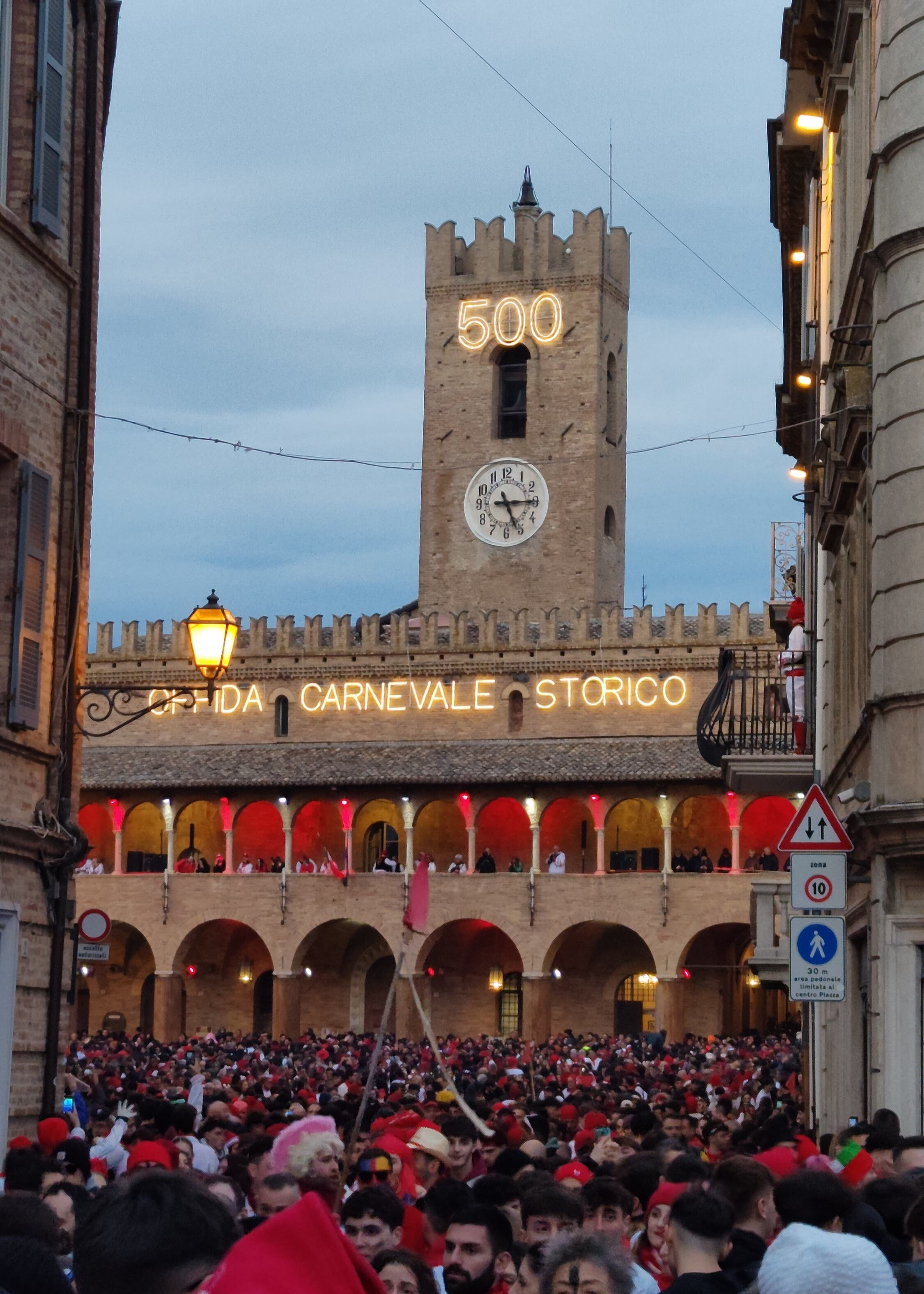

Le carnaval d’Offida (carnevale di Offida en italien) est une manifestation carnavalesque qui se déroule dans le ville du même nom de la province d’Ascoli Piceno, dans la région des Marches en Italie centrale.

## Histoire
Le Carnaval d’Offida tire ses racines du XVIIe siècle, quand les manifestations carnavalesques commençaient à se propager dans les villages. Aujourd’hui cette manifestation possède un caractère moderne, surtout pour ses bals et la musique, mais elle garde un traditionalisme unique.

## Organisation
Les organisateurs du Carnaval d’Offida ont un rôle très important. Ils sont appelés le Congreghe (les bandes) en italien. Ils organisent non seulement l’un des carnavals les plus connus dans la province d’Ascoli Piceno, mais ils s’amusent également à défiler dans les rues du village en chantant et en dansant, pour donner la juste atmosphère au carnaval, en compagnie de leurs familles et amis.
Cette manifestation a lieu chaque année à partir du 17 janvier, le jour de Saint-Antoine Abbé, jusqu’au mercredi des Cendres.
Elle se concentre surtout autour de deux manifestations importantes et très connues, lu bove finto (le faux bœuf) et i vlurd (les gerbes). Notons également la domenica degli amici (le dimanche des amis) et la domenica dei parenti (le dimanche de la famille).
Le jour du dimanche des amis, les restaurants d’Offida invitent les gens qui en profitent pour passer un dimanche entre amis autour d’un bon repas, arrosé de bon vin. Ce jour représente l’entrée officielle dans la saison des carnavals.

## Le programme du carnaval d’Offida
Le programme du carnaval d’Offida est presque toujours le même, à peine fini les gens d’Offida commencent d'ailleurs à programmer le carnaval prochain.
Il commence le 17 janvier avec l’ouverture officielle du carnaval. À l’approche du carnaval il y a un bal masqué (il veglionissimo inaugurale) : il s’agit d’une grande fête entre les bandes d’Offida, le congreghe. Le jeudi qui précède le carnaval (jeudi gras), la fête est normalement réservée aux enfants. Le vendredi gras est le jour du bove finto. Le lendemain samedi gras un autre bal a lieu, sauf qu’il ne s’agit pas d’un bal masqué contrairement à ceux du dimanche et du lundi gras. Le carnaval d’Offida se termine avec li Vlur.

### Lu bove finto

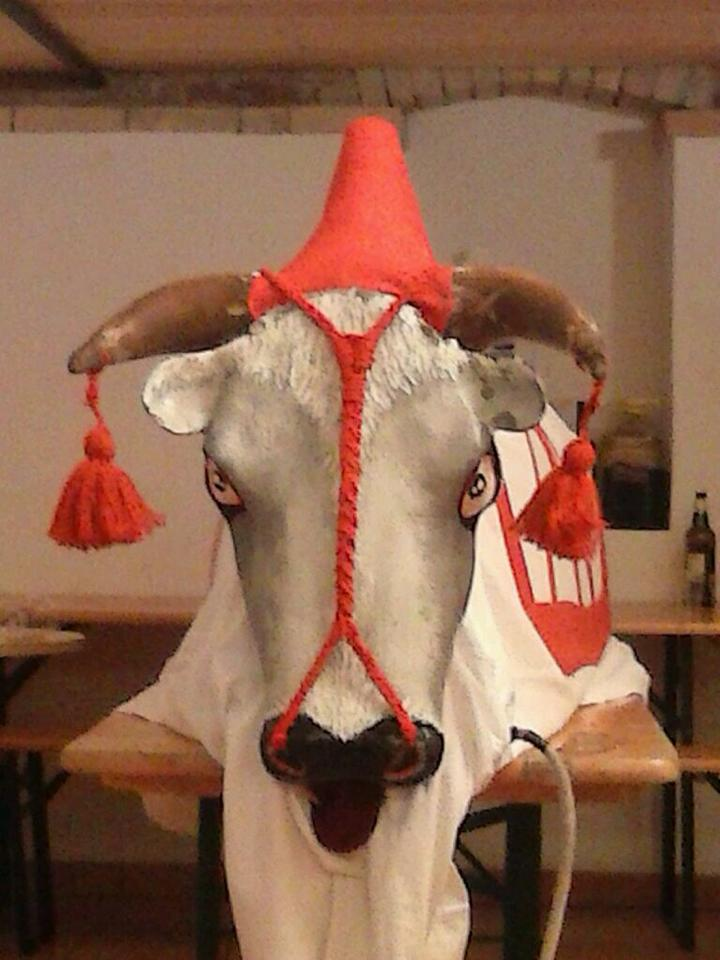
Le faux bœuf

Il bove finto (le faux bœuf) est la manifestation qui se déroule le vendredi gras de carnaval. Il s’agit d’une structure en bois, fer et tissu avec de vraies cornes de bœuf. Il est mené par deux personnes, une en dessous et l’autre à côté qui dirige le bœuf. Entre les deux personnes il doit y avoir une certaine entente et la personne qui dirige le bœuf doit hurler des mots courts comme carica ! (charge !) ou gira ! (tourne !) pour que la personne qui est en-dessous puisse comprendre rapidement. Ce jeu commence en début d’après-midi où le bœuf court dans tout le village d’Offida, suivi par la foule revêtue du guazzarò(un vêtement blanc avec un foulard rouge) jusqu’à l’arrivée sur la place principale. L’objectif de la foule est d’exciter le faux bœuf avec du bruit et des hurlements, un peu comme lors d'une corrida. Le soir, après avoir tourné dans les rues du village, les funérailles du bœuf sont célébrées sur la place principale, où la foule chante Addio ninetta addio désormais l’hymne du carnaval d’Offida.
Cette manifestation est toujours accompagnée du vin traditionnel de ce village ainsi que de points de restauration où les gens peuvent goûter aux produits locaux (souvent faits maison).

### I vlurd

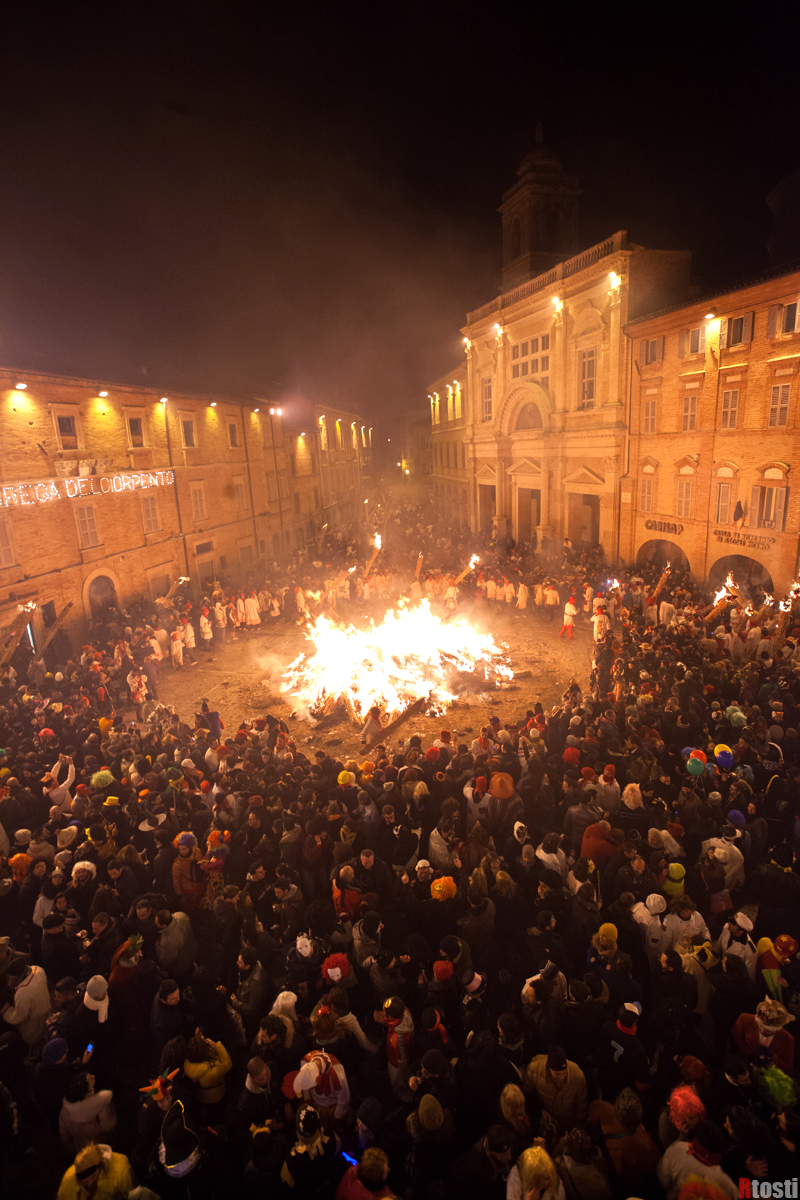
Vlurd

Le terme vlurd indique des gerbes de blé  entourées de ficelles. Elles sont allumées et menées partout dans le village pour finir dans la place principale et créer un grand feu au milieu de la place autour duquel les gens dansent jusqu’à son extinction. Quand tout est éteint, le silence règne dans le village, symbole de la fin du carnaval et du début du Carême.

## Sources
- (it) Cet article est partiellement ou en totalité issu de l’article de Wikipédia en italien intitulé « Carnevale di Offida » (voir la liste des auteurs).